# 國光生技
國光生物科技股份有限公司（英語：ADIMMUNE Corporation），原名國光血清疫苗製造股份有限公司，成立於1965年。主要業務為生產各式疫苗，是亞洲唯一得到歐盟GMP及美國FDA認可的疫苗生產公司。

## 歷史
- 1965年，於臺北縣樹林鎮成立「國光血清疫苗製造股份有限公司」，與日本北里研究所（Kitasato Institute）合作，引進日本腦炎及破傷風類毒素等9項人類用疫苗，以及24項動物用疫苗產品。
- 1991年，搬遷至臺中縣潭子鄉。1992年，通過製藥GMP審查，成為合格之生物製劑廠，開始量產GMP級疫苗。
- 2001年，改名「國光生物科技股份有限公司」，英文名稱改為「ADIMMUNE Corporation」；ADIMMUNE是「Advanced Immunology」的縮寫，象徵公司的核心技術。
- 2007年，與外商Crucell合資建造疫苗廠，總建廠費用30億。原國光投入7億後，現金增資12億，獲得行政院國家發展基金挹注20%。[1]
- 2009年，國光生技自製H1N1新型流感疫苗成功。
- 2010年，榮獲行政院院長頒發新型流感防疫有功一等功績獎。
- 2011年，國光生技流感廠獲歐盟GMP認證。
- 2012年，充填廠獲台灣衛生署藥品cGMP認證。
- 2012年5月，臺灣證券交易所核准國光生技上市掛牌交易。[2]
- 2013年，與國衛院簽訂﹝腸病毒71型疫苗第一期臨床試驗成果授權﹞合作合約。
- 2014年，與美國生技大廠 Protein Sciences (屬於 Sanofi 集團)簽署充填服務合約。
- 2015年，充填廠獲得歐盟GMP認證。
- 2016年，充填廠獲得美國GMP認證。
- 2017年，於台灣取得四價流感疫苗藥證。
- 2019年，於泰國取得四價流感疫苗藥證。
- 2020年，開始研發COVID-19疫苗。
- 2021年，與全球注射器龍頭大廠Becton Dickinson (BD)簽訂合作備忘錄。
- 2022年，新建細胞培養廠獲台灣衛福部GMP認證。
- 2023年，腸病毒71型疫苗(EnVAX-A71)獲台灣衛福部食品藥物管理署審查通過取得藥證。[3]

## 國際合作
- 2021年1月，國光生技宣布與韓國第一大眼藥廠SCD簽約，合作生產黃斑部病變注射新藥Eylea的生物相似藥。[4]
- 2021年8月，國光生技與全球注射器大廠BD簽訂合作備忘錄（MOU），與BD策略聯盟強化跨國藥廠合作，是國光走向國際的重要佈局。[5]
- 2024年5月，國光生技與世界衛生組織（WHO）完成在 PIP Framework (Pandemic Influenza Preparedness Framework大流行性流感防範框架) 下的SMTA2 (Standard Material Transfer Agreement 2 標準材料轉讓協議2) 簽署。簽署本協議的疫苗廠及藥廠第一時間可取得WHO提供的病毒株，以儘快開發新型流感疫苗或抗病毒藥；已有包括歐、美、亞洲的14家廠商與WHO完成簽約，國光生技為台灣第一家簽訂此協議的本土廠商。[6]

## 爭議

### 老鼠屎尿汙染實驗室及不當擺放實驗用鼠
2025年4月，一名內部吹哨者指出，2024年7月底，國光生技潭子廠區，1名員工因颱風假貪圖方便，未將120隻白老鼠放進動物房，而是放在實驗室3天，導致實驗室被老鼠的屎尿污染，充滿惡臭。另一名吹哨者則表示，該員工曾要求廠商把白老鼠放在大樓一樓入口處的開放空間。此二事件在公司內部會議定為小疏失，沒有相關懲處，也未對受汙染的區域進行後續處置。
國光生技回應，實驗室汙染室件起因於強颱突發緊急狀況應變，而該空間並非用於藥品生產，不屬於GMP規範範圍。而白老鼠放在大樓入口一事，則是因為供應商未依約定時間送達。兩起事件不影響研發數據和疫苗安全。

### 性騷擾及霸凌事件
有投訴者表示產品發展處處長涉嫌性騷擾及霸凌，因而向公司及勞工局申訴。公司在接獲申訴後，隔離2人的工作場域，進行內部調查。另有2名員工也指控遭到霸凌。

## 外部連結
- 國光生物科技股份有限公司（页面存档备份，存于）
- 公開資訊觀測站─國光生技 （页面存档备份，存于）